# Fossilcalcar praeteritus
Fossilcalcar praeteritus è una specie estinta di ragni mygalomorphae, l'unica del genere Fossilcalcar e della famiglia dei Fossilcalcaridae.

## Distribuzione e habitat
Questa specie è stata scoperta all'interno di ambra rinvenuta in Birmania, datata come risalente al Cretaceo.

## Pubblicazione
- Jörg Wunderlich, On the evolution and the classification of spiders, the Mesozoic spider faunas, and descriptions of new Cretaceous taxa mainly in amber from Burmese (Burma) (Arachnida: Araneae), in Beiträge zur Araneologie, vol. 9, 2015,  pp. 21-408.